# Bim Eriksson
Bim Eriksson, född 22 december 1991, är en svensk serieskapare och illustratör.

## Biografi
Eriksson är verksam i Stockholm och debuterade 2016 med serieromanen Det kändes lugnt när mina känslor dog. Boken är enligt förlagets presentation en självbiografisk seriesamling av bilder och berättelser, eller en blandning av kladdig make up och feministisk samhällskritik.
Eriksson var under 2016 rektor för det progressiva ledarskapsprogrammet Arenaakademin, och presenterades som "en av Sveriges vassaste politiska serietecknare som under lång tid har varit en progressiv ledstjärna i nya former av opinionsbildning".
År 2021 gav hon ut Baby blue som handlar om ett lyckofascistiskt samhälle som bannlyser misslyckande, sorg och psykisk ohälsa. Boken är inspirerad av Karin Boyes dystopi Kallocain, men också av företeelser som rasbiologi, ordinationer om frisk luft och motion och urval av människor efter deras fysik.

### Som illustratör
- 2016 – Holmqvist Margaretha, red. Makt och inflytande i arbetslivet. Illustrationer: Bim Eriksson. Stockholm: Premiss. Libris 19368517. ISBN 9789186743536
- 2019 – Török, Agnes. Den nya tidens diktbok. Illustrationer: Bim Eriksson. Stockholm: Leopard förlag. Libris v5gzhv68srdj3l6p. ISBN 9789173439763